# Čukotka

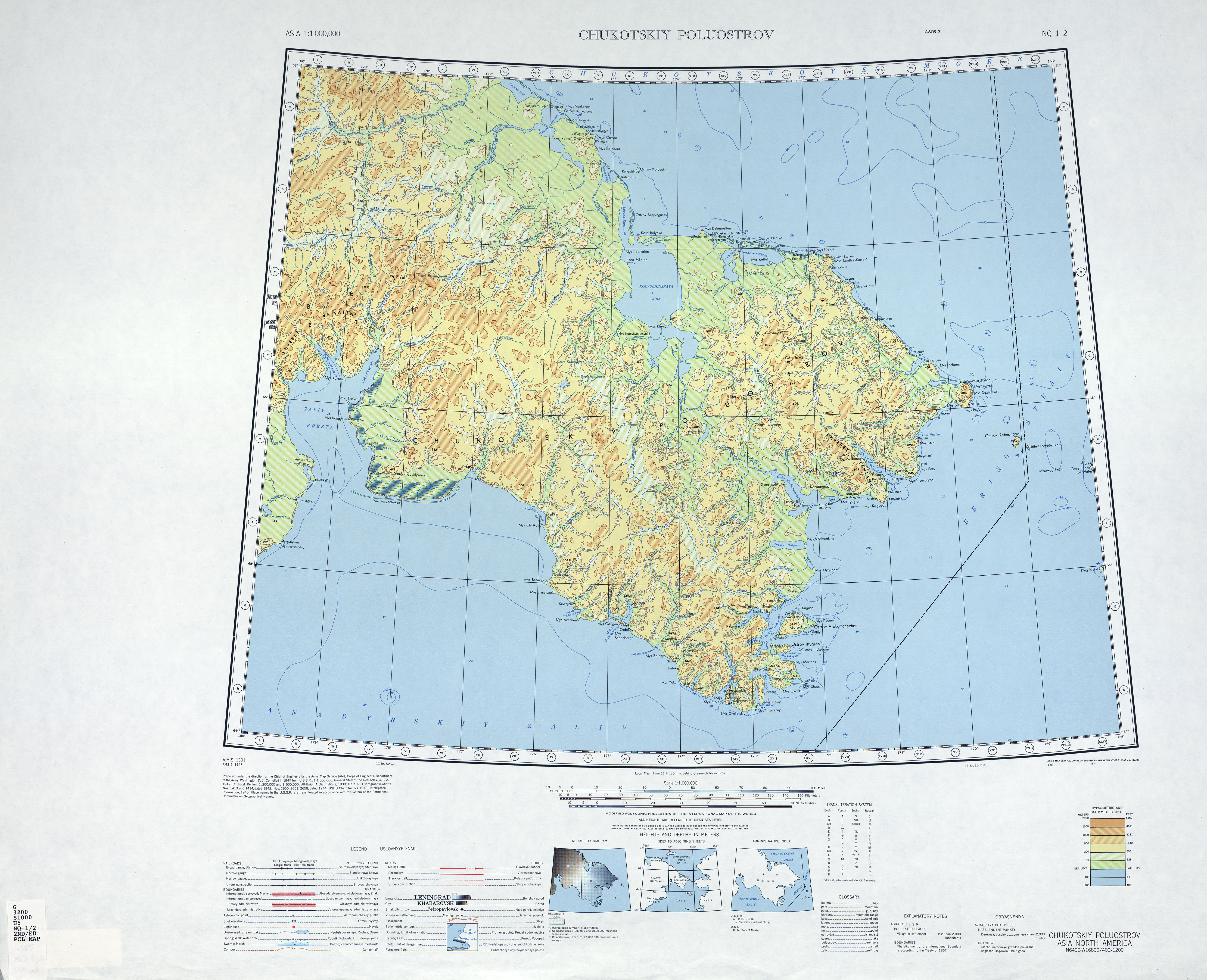
Čukotský poloostrov na americké vojenské mapě

Čukotský poloostrov, zkráceně Čukotka (rusky Чукотский полуостров, Чукотка) je nejvýchodnější poloostrov Asie. Je součástí Ruska, administrativně spadá pod Čukotský autonomní okruh. Na sever od něj se nachází Čukotské moře, na jih Beringovo moře (Anadyrský záliv), na východě, kde je pevnina zakončena Děžněvovým mysem, odděluje Čukotku od americké Aljašky Beringův průliv. Rozloha poloostrova je asi 49 000 km². Nejvyšší bod je Ischodnaja s výškou 1 158 m n. m.
Osídlení je velmi řídké, žijí tu zejména Čukčové, převážně na východním pobřeží. Hlavním přístavem je Providěnija (2 082 obyvatel). Podnebí je subpolární, rostlinstvo tundrové. Loví se tu ryby a zvěř, vyskytuje se tu cín, wolfram a zlato.
Poloostrov pojmenoval Vitus Bering v roce 1728 podle národa Čukčů, kteří na Čukotce převážně žijí.
Podnebí je drsné, na pobřeží oceánické, ve vnitrozemí kontinentální. Zimní období je dlouhé až deset měsíců.